# Lou Stein
Louis 'Lou' Stein (Philadelphia (Pennsylvania), 22 april 1922 – Litchfield (Connecticut), 11 december 2002) was een Amerikaanse jazzpianist en studiomuzikant.

## Biografie
Stein speelde eerst altsaxofoon voordat hij wisselde naar de piano. Eind jaren 1930 jamde hij met Buddy DeFranco, Charlie Ventura en Bill Harris. Zijn professionele pianistencarrière begon in 1942 in de band van Ray McKinley. Tijdens de Tweede Wereldoorlog diende hij bij Glenn Millers Air Force Band. In 1946/1947 werkte hij opnieuw bij McKinley en daarna bij Charlie Ventura. Zijn compositie East of Suez is een van de eerste jazzcomposities die niet gebaseerd was op de songvorm. Daarna werkte hij voornamelijk als sessiemuzikant en werkte hij mee aan opnamen voor de band van Yank Lawson/Bob Haggart, met Al 'Jazzbo' Collins, Benny Goodman, Sarah Vaughan, het Sauter-Finegan Orchestra, Louie Bellson, Red Allen, Coleman Hawkins, Charlie Parker (met strijkers), Joe Newman, Cootie Williams en Lester Young. Vanaf 1954 maakte hij ook een aantal albums die hij opnam als orkestleider. In 1957 scoorde hij een hit in de Amerikaanse Billboard charts met Almost Paradise, gevolgd door Got A Match in 1958. Daarna schreef hij jingles en was hij vooral actief in de commerciële sector. Van 1969 tot 1972 speelde hij met Joe Venuti, later met Flip Phillips. Tot de jaren 1990 maakte hij opnamen onder zijn eigen naam, waaronder bij Chiaroscuro Records.

## Overlijden
Lou Stein overleed in december 2002 op 80-jarige leeftijd. 

## Discografie
- 1954: Lou Stein Trio (Brunswick Records)
- 1954: House Hop (Epic Records)
- 1954: Lou Stein at Large! (Brunswick)
- 1954: Six for Kicks (Jubilee Records)
- 1955: The Lou Stein 3, 4, and 5 (Epic)
- 1956: Eight for Kicks, Four for Laughs (Jubilee)
- 1956: From Broadway to Paris (Epic)
- 1956: Honky Tonk Piano (Mercury)
- 1972: Introspective 1 (Leric)
- 1976: Tribute to Tatum (Chiaroscuro Records)
- 1978: Stompin' Em Down (Chiaroscuro)
- 1980: Lou Stein & Friends (World Jazz)
- 1980: Temple of the Gods (Chiaroscuro)
- 1981: Live at the Dome (Dreamstreet)
- 1984: Solo (Audiophile Records)
- 1994: Go Daddy! (Pullen Music)

### Als sideman
Met Louis Bellson
- 1955: The Driving Louis Bellson (Norgran)
- 1956: Let's Call It Swing (Verve)
- 1958: Drummer's Holiday (Verve)

Met Woody Herman
- 1957: Songs for Hip Lovers (Verve)

Met Lee Konitz
- 1958: An Image: Lee Konitz with Strings (Verve)

Met Joe Newman
- 1956: New Sounds in Swing  met Billy Byers (Jazztone Records)

Met Charlie Parker
- 1954: Big Band (Clef Records)

Met Cootie Williams
- 1958: Cootie Williams in Hi-Fi (RCA Victor)